# 韩乐然
韩乐然（1898年12月8日—1947年7月30日），原名韩光宇，朝鲜族，画家，有“中国的毕加索”之称，是中国美术界和中国朝鲜族首位中国共产党党员，中国共产党早期在东北地区建党领导人之一，中国研究克孜尔石窟艺术的第一人，也是首位使用油画、水彩画西洋画法临摹中国古代壁画的画家。
韩乐然出生于清末延吉府龙井村，自幼喜欢画画，1924年初毕业于上海美术专门学校，同年9月创建中国东北地区首个正规美术专门学校“奉天美术专门学院”，1929-1934年留学法国。现存韩乐然遗作共219件，其中135件收藏于中国美术馆，由韩乐然遗孀刘玉霞于1953年捐献给国家，其余84件为家藏纪念。这219件作品中52件是油画，125件是水彩画，42件是素描画。按题材这些作品可分为壁画摹绘36件，人物肖像及风俗画126件，风景画57件，静物画2件。

## 生平

### 早年生涯
1898年12月8日，韩乐然出生于吉林延边龙井村（今龙井市）的一个朝鲜族家庭，小名“允化”，字“光宇”，自幼喜欢画画，是家中长子。韩光宇6岁开始在私塾学习《千字文》，9岁开始在韩国独立运动家李相卨创办的瑞甸书塾学习。1914年，他从间岛公立学校毕业后成为电话局的接线员。期间自学英语。因他懂中文和韩文，还懂些英文，后被龙井英国租界海关招聘为海关官员。1918年，时年20岁的韩光宇与崔信爱结婚。次年，崔信爱生下长女韩仁淑。:3-7
1919年3月13日，延边地区爆发声援朝鲜半岛反日三一运动的三一三运动。韩光宇积极参加了游行，并为参加示威游行的龙井地区群众制作了太极旗。当年年末，为躲避日本人的逮捕，他告别妻儿，流亡苏联海参崴。在苏联，韩光宇结识了韩国早期共产党人李东辉，加入了李东辉建立的韩国最早的共产主义性质政党韩人社会党。1919年8月，大韩民国临时政府在上海成立后，韩光宇跟随李东辉一起去了上海。他在上海参加了高丽共产党的建立，担任大韩民国临时政府的警卫工作，并与高丽共产党人金立共同保管列宁资助韩国独立运动的资金:9-11。

### 美术界最早的共产党员

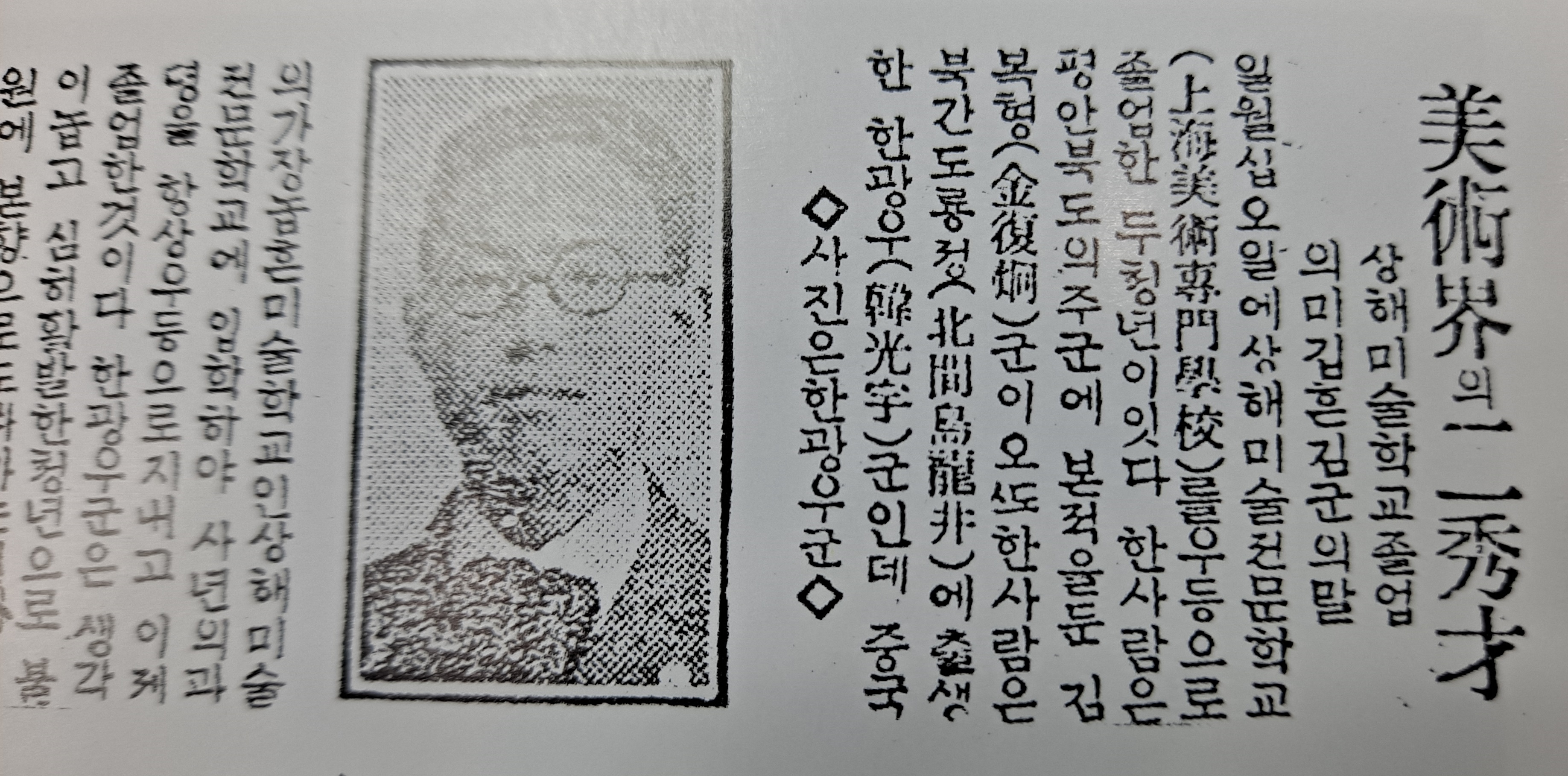
1924年1月25日《东亚日报》报道韩乐然以优异成绩从上海美专毕业

1921年3月，韩光宇考入刘海粟主办的上海美术专门学校学习西洋画。同年7月，中国共产党在上海成立，并于次年9月开始发行机关报《向导》周刊。韩光宇成为《向导》的热情读者。1922年冬，他与进步青年一起拜访了中国民主革命领袖孙中山。1923年夏，韩光宇通过《向导》主编蔡和森加入了中国共产党，成为中国美术界和朝鲜族最早的中国共产党员。按照中共国共合作的要求，他不久又加入了中国国民党。1923年，他在苏州一带写生，后在上海举办了首次个人画展。1924年1月15日，他从上海美术专门学校毕业。25日，韩国《东亚日报》以“美术界的两秀才”为题报道了韩光宇与金复炯以优异的成绩从上海美术专门学校毕业的消息。:16-27

### 东北党建开拓者

#### 奉天
受中共中央组织部的派遣，韩光宇毕业后即到奉天（今沈阳市）开展中国东北地区筹建党组织的准备工作，并改名为韩乐然:3。中共为他提供了上海基督教青年会的介绍信。在奉天基督教青年会干事阎宝航的帮助下，韩乐然在南关省立第四小学举办了个人画展。阎宝航的朋友张学良也参加了画展。他以奉天基督教青年会为基础，利用上海党总部寄来的《向导》、《新青年》、《共产党宣言》等书刊，传播共产主义思想，并使阎宝航和青年会事务处的苏子元转变成一个共产主义者:31-39。
1924年春，朱霁青受孙中山之命来奉天筹建国民党组织。韩乐然帮助他建立了“启明学社”，并安排苏子元担任《启明旬刊》的编务工作，宣传三民主义和无产阶级思潮。同年8月，韩乐然在奉天创办“奉天美术专门学院”，并刊登招生信息。同年9月5日，东北首个正规美术专门学校正式成立，韩乐然任校长。同年秋，韩乐然指导苏子元成立了“文学研究会”向知识青年传授马列主义思想。这些青年后大多成为中共在奉天地区的骨干力量，有的还成为奉天地方党组织的创建者和早期领导人:34-41。此外，韩乐然还利用青年会的场地组织在奉天美专任教的上海话剧演员欧阳予倩等人公演宣传新思想的话剧。张光奇（奉天第一位女共产党员）和女师的同学也参加了青年会的话剧团。
1925年2月，韩乐然被中共安排去苏联学习。5月回到奉天后，中共北方区负责人李大钊派任国桢前往奉天与韩乐然共同筹建奉天党支部。五卅运动在上海爆发后，两人在奉天组织了声援五卅运动的“六十”学运。学运结束后，韩乐然被调到哈尔滨开展工作。韩乐然将自己发展的进步青年和工作关系转交给任国桢和吴丽石，在此基础上成立了中共奉天支部。:42-44

#### 北满
1925年7月，韩乐然来到哈尔滨，以中学美术教师身份为掩护，介绍俄国十月革命和北京五四运动，并积极吸收进步青年入团入党。抗日英雄博天飞和其兄博天钧都是他在哈尔滨三中发展入共青团的。他还与楚图南、赵尚志一起组建“青年读书会”、“平民夜校”，传授马列主义思想。在他之后，吴丽石、任国桢、苏子元也陆续从奉天来到哈尔滨。1926年4月，韩乐然与吴丽石等人将中共哈尔滨特别支部改组为中共北满地方委员会，并同时成立共青团北满地委（同年10月，北满地委改为直属中共中央领导）。同年4月，他还与吴丽石等人重建了国民党哈尔滨特别市党部。韩乐然当选执委。由于中共在北满创建的第一份报纸《东北早报》在1925年底被奉系军阀查封，韩乐然与吴丽石等人在1926年6月以国民党的名义创办了《哈尔滨日报》（同年10月遭破坏，停刊）。:42-44
1927年国共合作失败后，陈为人在韩乐然和吴丽石等人的协助下于1927年10月24日筹建了中共在东北地区的统一领导机构——中共满洲省委。1928年，韩乐然与楚图南指导吉林省立第六中学的学生成立“灿星文艺社”，并集资创办《灿星》（后被纳入《国际协报》的副刊）文艺月刊，引导大批青年走上革命道路。同年，韩乐然受满洲省委派临时接管共青团哈尔滨县委的工作。1928年11月9日，他与任国桢一起领导组织了反对日本劫夺中国路权的“一一•九”反修五路运动，使得奉系军阀与日本人秘密签订的《满蒙新五路协约》没能得以实施。1929年初，韩乐然来到齐齐哈尔，公开身份是市政工程科员兼“龙沙公园”监理。他为龙沙公园设计了“格言亭”。为便于开展工作，他与好友孙乐天在齐齐哈尔开设了“乐天照相馆”。照相馆后成为共产国际与中国共产党重要的联络点。:56-63

### 留学法国

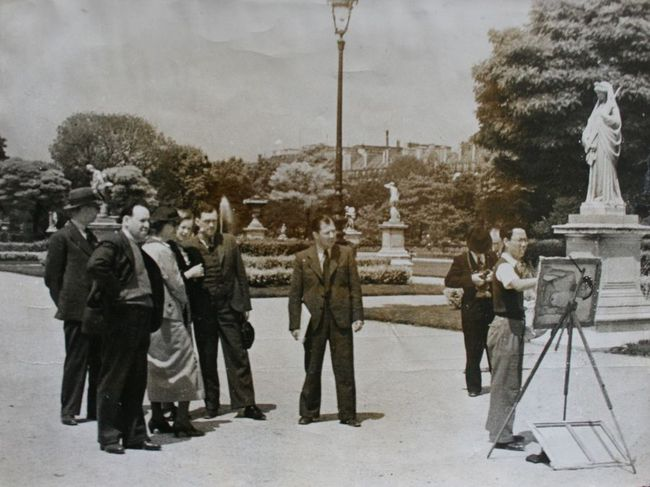
韩乐然在巴黎公园作画

1929年秋，韩乐然经上海前往法国留学。在法勤工俭学期间，他加入了法国共产党，并去荷兰、比利时、英国、意大利、捷克、苏联南部等欧洲国家写生。1932年，他以发起人的身份在巴黎成立“中国留法艺术学会”。1934年3月6日，针对日本驻欧领事馆劝诱留欧东北学生回满洲国效力，他组织其它五位在法留学生发表了《中国东北四省留法同学宣言》。1936年，他开始在“全欧华侨抗日联合会”侨务部工作。:67-78
在法后期，他还成为了《巴黎晚报》的摄影记者。1937年8月11日，杨虎城将军在访问法国的时候，他以记者的身份对杨将军进行了采访。同年9月18日，他在欧华侨抗日联合会第二次大会上被选为候补执行主席。10月29日，中共旅欧党组织决定让韩乐然和其他选拔出的九名留法、留德青年与杨虎城一起乘船回国，11月26日抵达香港，后到达武汉。:78-79

### 抗日战争风火岁月
在武汉，韩乐然加入了东北流亡同胞建立的抗日救亡组织东北抗日救亡总会（简称“东总”），并任“东总”的党组成员。1938年2月，“东总”的机关刊物《反攻》创刊后，他几乎为武汉时期的《反攻》制作了所有的木刻封面画。他还为“东总”制作了悬挂在黄鹤楼和汉口海关大楼上的巨幅油画《不愿做奴隶的人们起来，消灭日本帝国主义》和《全民抗战》。此外，他还与金若山等朝鲜抗日志士与团体，以及路易·艾黎等共产国际的人士保持很好的关系，对外宣传中国的抗日斗争。他制作了很多抗日前线的摄影作品，并将这些作品发往国外，争取国际社会对中国抗日战争的援助。1939年9月17日，新华日报以“一个摄影记者的故事”为题对他的事迹进行了报道。随着战势的发展，韩乐然跟随大部队辗转重庆、西安等地，并曾在延安受到毛泽东的接见。1939年10月与刘玉霞在重庆结婚。:83-97
1939年3月9日，国民党成立联络、团结各党派和抗战部队的“国民政府军事委员会战地党政委员会”（简称“战委会”），并邀请中共派人到“战委会”任职。“东总”主要领导人阎宝航将韩乐然推荐给了“战委会”副主任李济深。韩乐然随即被任命为“战委会”少将指导员，活跃在抗日战线的前线，视察前线国民党军队。1940年，他在途径宝鸡的时候，被戴笠手下以共产党嫌疑犯为由秘密逮捕入狱，直至1943年初被中共和李济深等国民党政要保释出狱。:92-116

### 西北写生与考古

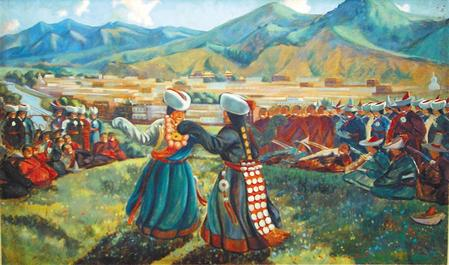
韩乐然西北写生所作的油画

韩乐然被假释出狱后，行动上仍受到国民政府监视，不准离开西北，并被限制不准画劳苦大众。他于是带着自己的学生黄胄，在西北各地写生。他曾两赴敦煌，两赴新疆，临摹敦煌壁画，在高昌国遗址考古，在克孜尔千佛洞写生。他是首位研究克孜尔石窟艺术的中国人，也是首位使用油画、水彩画的西洋画法临摹中国古代壁画的人。
1946年5月，韩乐然在新疆吐鲁番高昌遗址附近曾让被斯坦因和斯文·赫定雇佣考古挖掘的维吾尔族农民帮助对阿斯塔那古墓群进行挖掘，并出土了文物。同年7月，他将挖掘出的文物和临摹的壁画做了一个展出，其中包括伏羲女娲图，纸质文书、墓志、陶器等。

### 去世
1947年7月30日，韩乐然乘坐国民党257号军机，从迪化飞往兰州，在中转站哈密起飞两小时后，飞机与地面失去联系。《甘肃民国日报》在8月6日报道说飞机“因气候恶劣，在嘉峪关上空坠毁”。:130
1953年，韩乐然遗孀刘玉霞将韩乐然的135件遗作上交给了国家，先后被存放于故宫、历史博物馆，1963年转藏于中国美术馆。1956年，中国中央人民政府向韩乐然家属颁发了毛泽东签署的《革命牺牲人员家属光荣证》。1982年和2014年，中华人民共和国民政部为韩乐然追发了《革命烈士证书》、《烈士证书》。:383

## 纪念

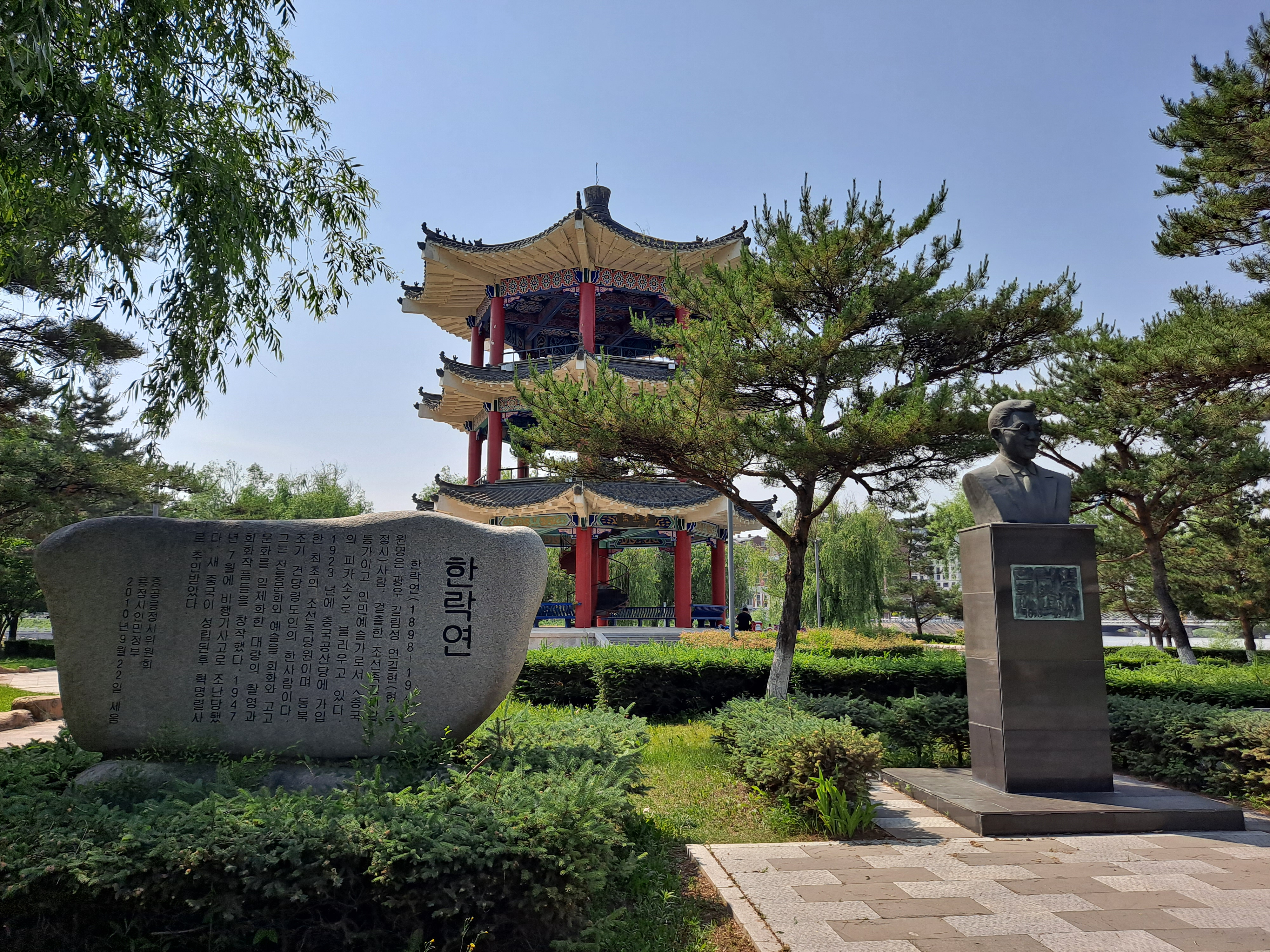
龙井市乐然公园内的韩乐然塑像石碑和纪念亭

- 韩乐然的家乡延边朝鲜族自治州龙井市建有韩乐然纪念馆（龙井市档案馆内）和乐然公园[11][12]
- 1993年10月，中国美术馆与韩国KBS在中韩建交1周年之际在首尔联合举办了韩乐然画展[9]:2
- 1998年，中国革命博物馆举办了“革命家、艺术家韩乐然诞辰100周年画展”[5]:182
- 2005年韩国光复60周年之际，韩国首尔与中国美术馆联合举办了“民族魂、艺术精--中国朝鲜族画家韩乐然”画展[5]:182
- 2007年3月，中国美术馆与民政总署在澳门联合举办了“热血丹心铸画魂--韩乐然绘画艺术展”[5]:182
- 2011年，中国美术馆为庆祝中国共产党成立90周年，举办了韩乐然画展[9]:2
- 2018年，中国美术馆举行了“丝路飞虹—韩乐然诞辰一百二十周年中国美术馆藏韩乐然作品展”[13]

## 荣誉
- 2005年韩国光复60周年之际，时任韩国总统卢武铉为韩乐然颁发了表彰证书，表彰其对韩国独立运动的贡献[5]:182

## 家庭
- 第一位妻子：崔信爱 
  - 女儿：韩仁淑

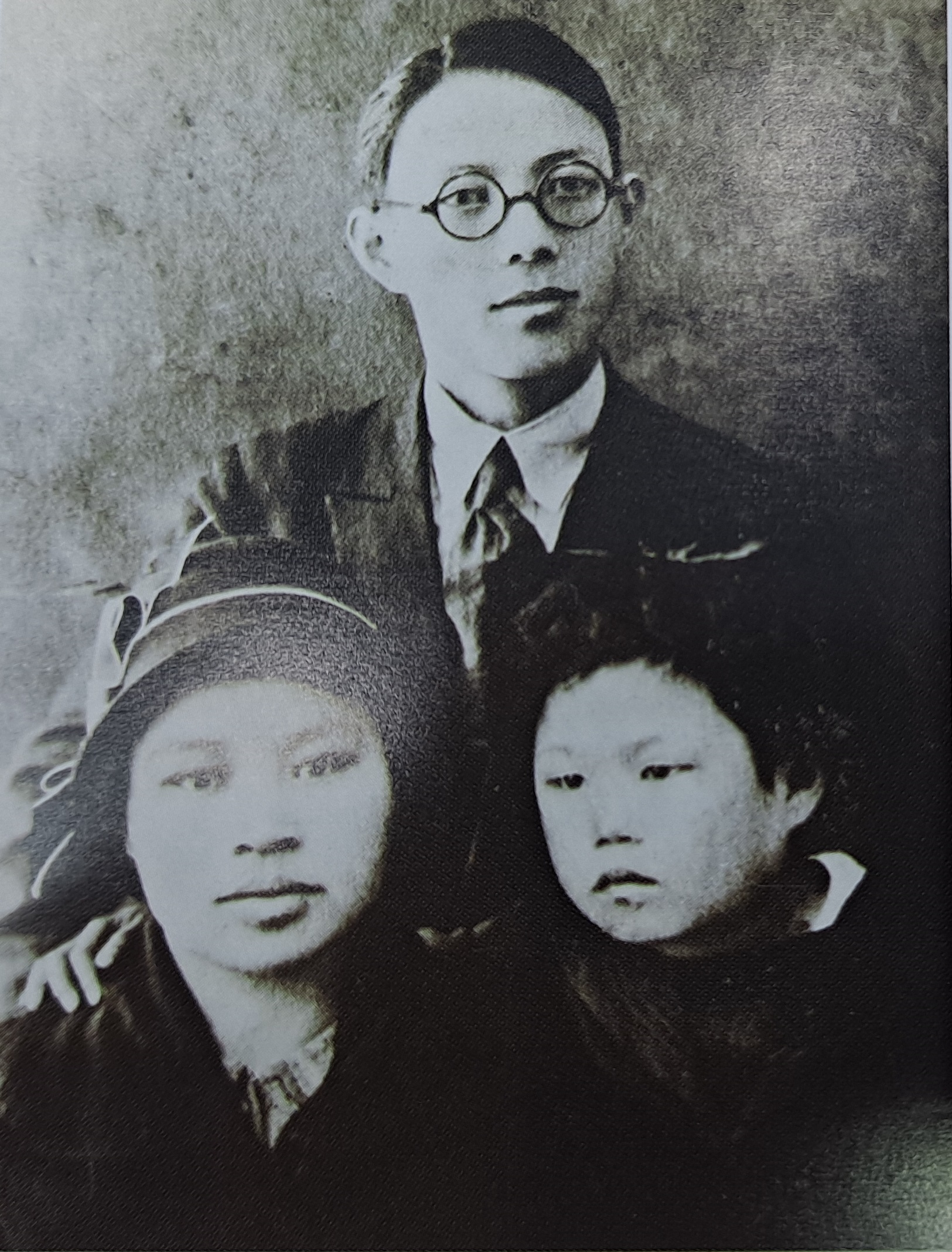
韩乐然与妻子崔信爱和长女韩仁淑

- 第二位妻子：刘玉霞，1925年毕业于金陵大学，1934年留学美国哥伦比亚大学，回国后在武汉基督教女青年全国协会担任乡村部主任干事，经阎宝航牵线，1939年10月与韩乐然在重庆结婚，两人膝下有一女一男。[5]:107

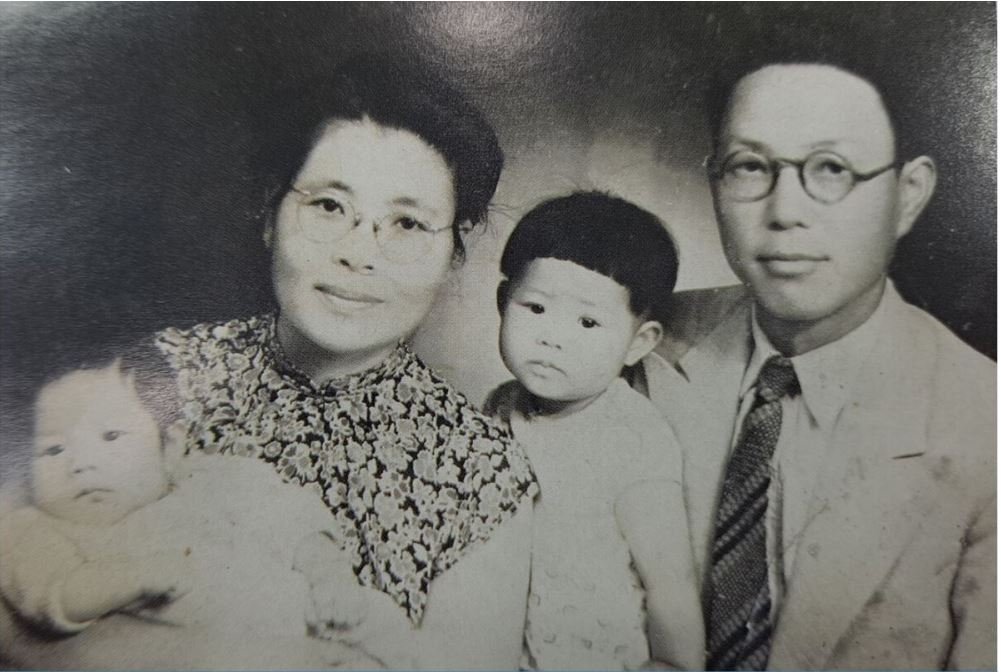
韩乐然与夫人刘玉霞和女儿韩健立儿子韩健行

- - 女儿：韩健立
  - 儿子：韩健行